# Tetrazygia
Tetrazygia är ett släkte av tvåhjärtbladiga växter. Tetrazygia ingår i familjen Melastomataceae.

## Bildgalleri

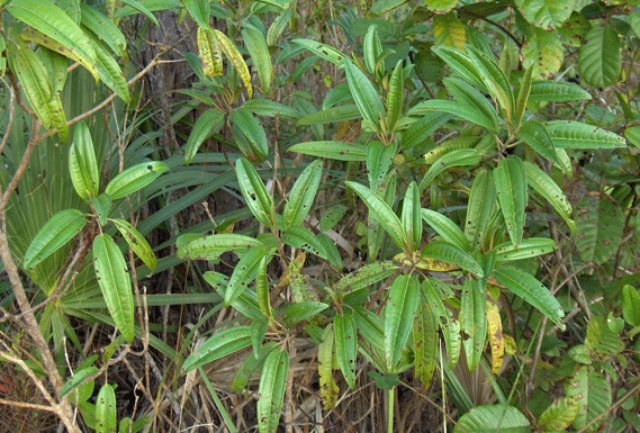
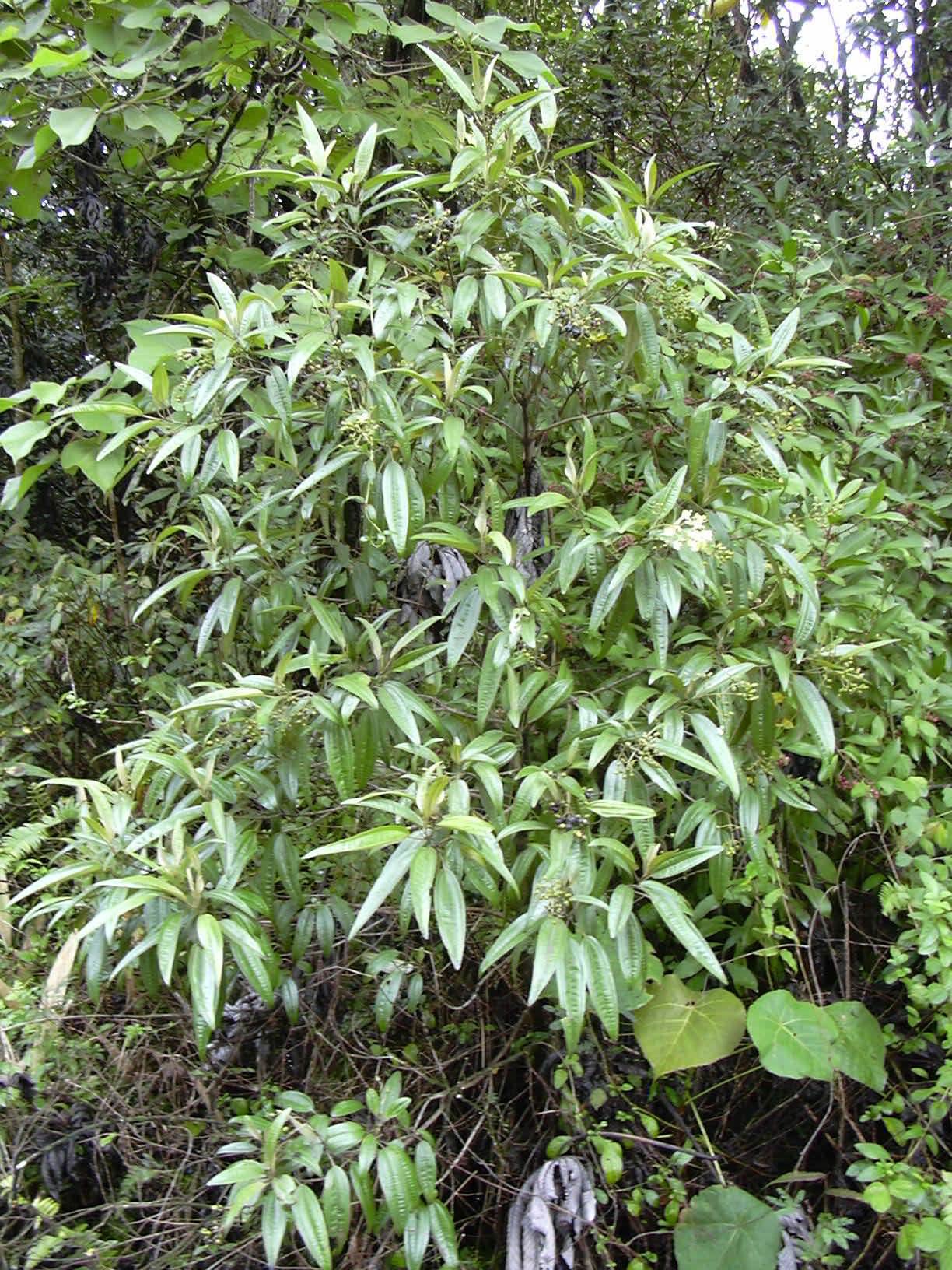
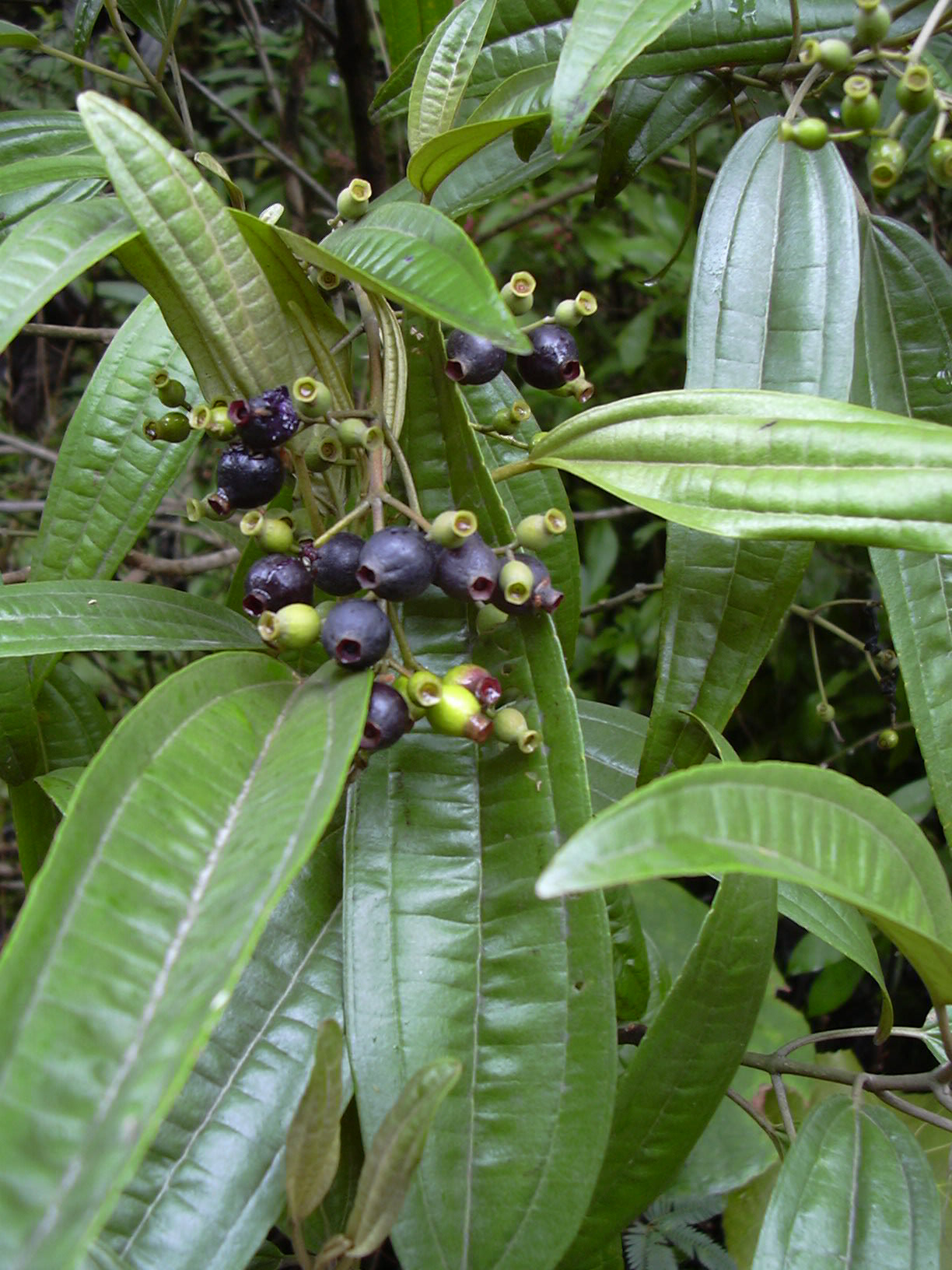
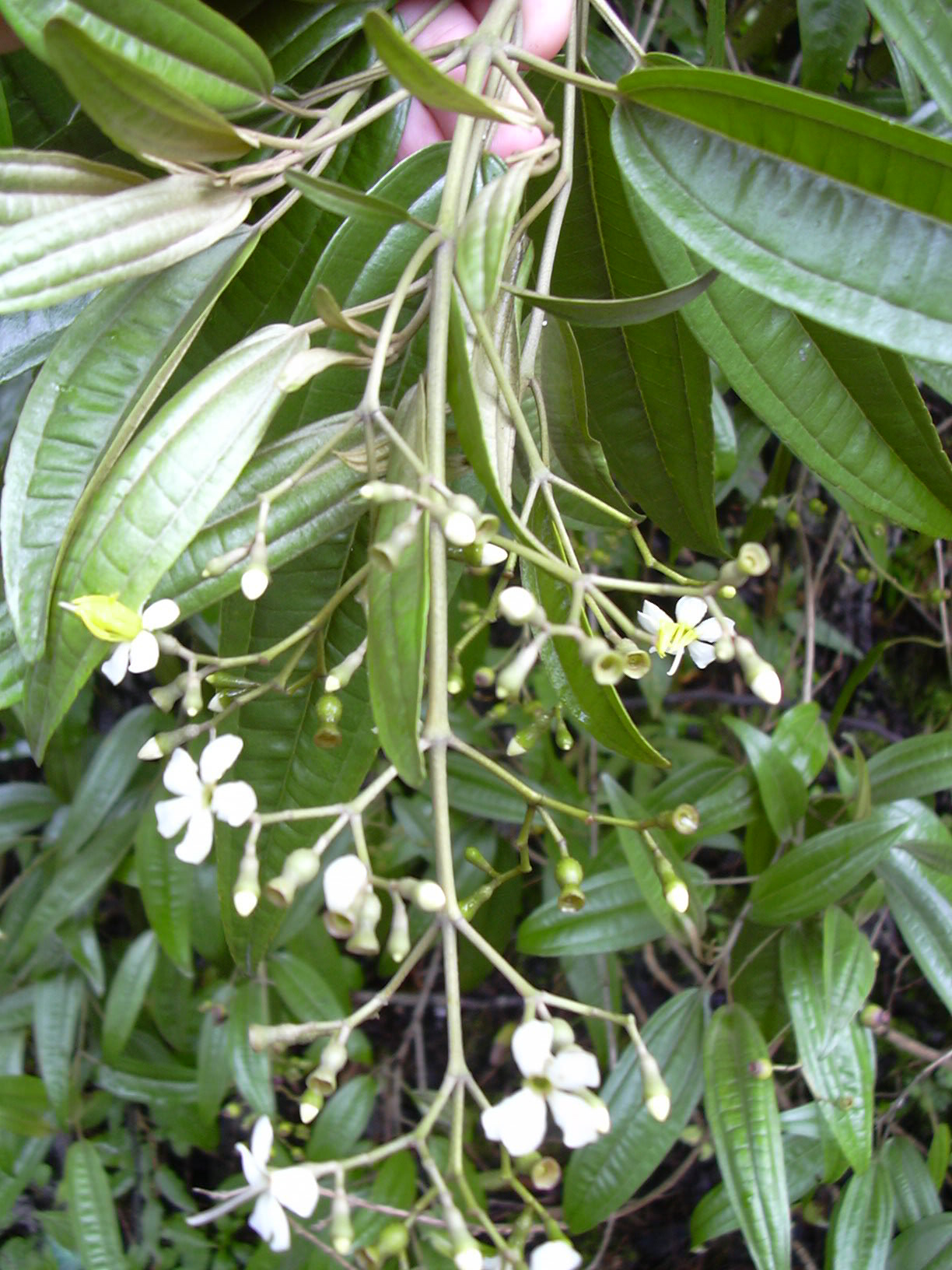
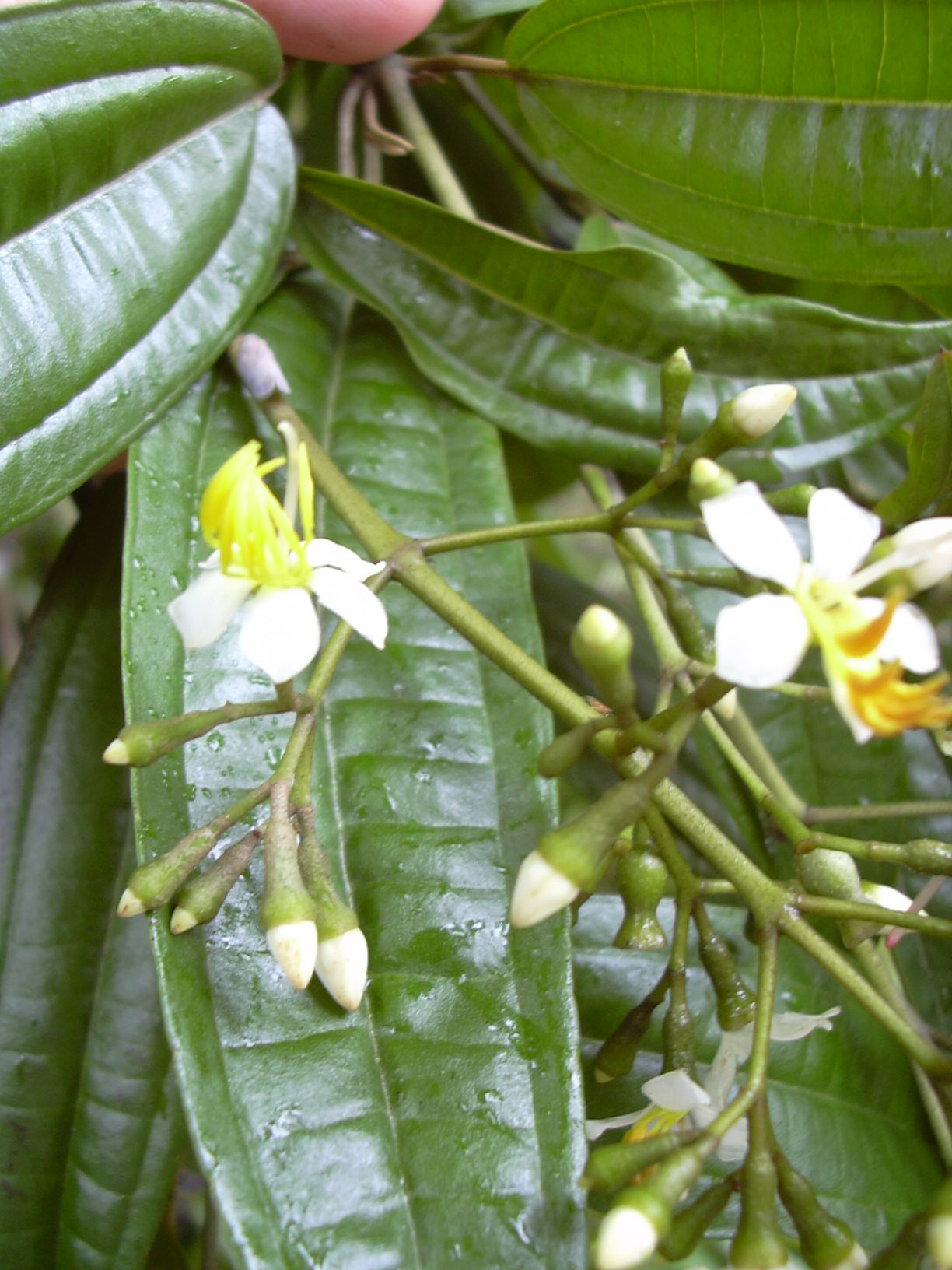
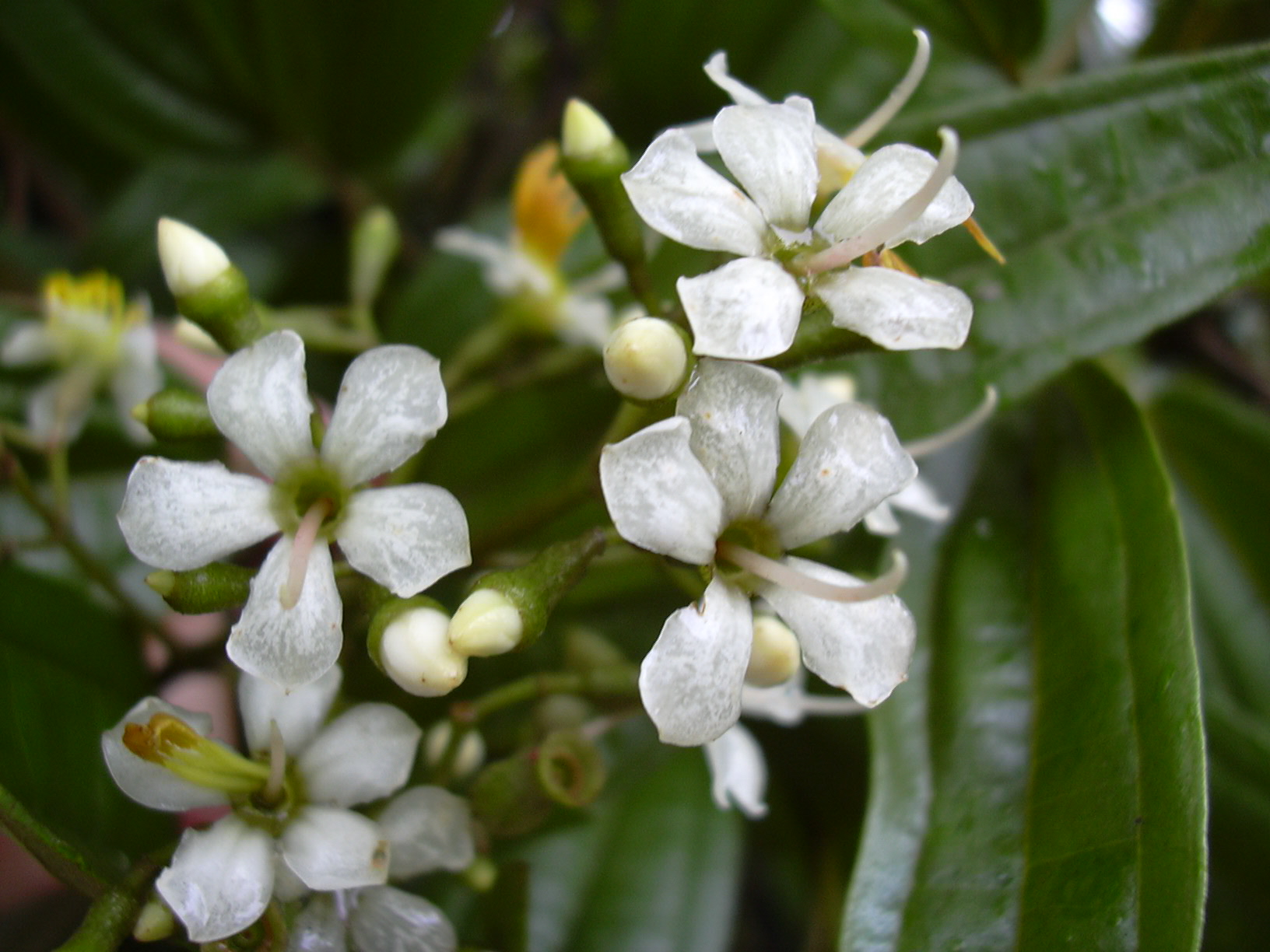

## Dottertaxa tillTetrazygia, i alfabetisk ordning[1]
- Tetrazygia acunae
- Tetrazygia albicans
- Tetrazygia angustifolia
- Tetrazygia aurea
- Tetrazygia barbata
- Tetrazygia bicolor
- Tetrazygia biflora
- Tetrazygia brachycentra
- Tetrazygia brevicollis
- Tetrazygia cordata
- Tetrazygia coriacea
- Tetrazygia cristalensis
- Tetrazygia crotonifolia
- Tetrazygia decorticans
- Tetrazygia discolor
- Tetrazygia ekmanii
- Tetrazygia elaeagnoides
- Tetrazygia elegans
- Tetrazygia fadyenii
- Tetrazygia hispida
- Tetrazygia impressa
- Tetrazygia krugii
- Tetrazygia lanceolata
- Tetrazygia laxiflora
- Tetrazygia longicollis
- Tetrazygia minor
- Tetrazygia ovata
- Tetrazygia paralongicollis
- Tetrazygia tuerckheimii
- Tetrazygia urbani
- Tetrazygia urbaniana